# 森田理香子
森田 理香子（もりた りかこ、1990年1月8日 - ）は、日本の女子プロゴルファー。京都府京都市出身。身長164cm、体重57kg、血液型AB型。現役当時の所属はリコー、現在はフリー。師匠は足立香澄、現コーチは岡本綾子。京都学園（現京都先端科学大付）高等学校の出身。

## 経歴
祖父がゴルフ練習場（洛東ゴルフ）を経営しており、8歳の頃よりゴルフを始める。中学生の時に足立香澄と出会い指導を受ける。　
2008年7月31日、プロテストに合格し、翌日にプロ登録。
2009年、フル参戦の初年度は、序盤に6戦連続予選落ちを喫するなど苦しい立ち上がりながら、中盤戦以降はコンスタントに予選を通過。5戦でトップ10入りを果たし、賞金ランキング27位、初年度からシード権を獲得した。以後2015年まで7年連続賞金シード獲得。
2010年の樋口久子IDC大塚家具レディスにてツアー初優勝を飾る。
2012年、ミヤギテレビ杯ダンロップ女子オープンゴルフトーナメントで2勝目を果たす。
2013年、ツアー初戦のダイキンオーキッドレディスゴルフトーナメントにて3勝目を飾る。
またツアー初戦から第4戦まで、連続して3位以内フィニッシュを達成。
同年、プロ6年目で初の賞金女王に輝いた。関西出身選手として初の賞金女王となる。
2016年、イップスに苦しみ、出場の半数以上の18戦で予選落ち。賞金ランキング69位で賞金シード獲得ならず。2013年の賞金女王による3年シードも切れたため、シード権をすべて失った。賞金女王経験者が出場義務試合数を満たしてシードを逃すのは、2009年の服部道子以来史上5人目。さらに同年のQTでも77位に終わり、翌年のツアー出場は主催者推薦を除いてほぼ絶望的となった。
2018年のシーズン途中に「休養」に入り、事実上の引退状態となった。
2019年11月1日から武蔵丘ゴルフコースで開催された樋口久子 三菱電機レディスにおいて、一ノ瀬優希のキャディを今回限定で務めた。
2024年開幕戦のダイキンオーキットレディス（2月29日-3月3日）で、5年8か月ぶりにツアー復帰した。

## 契約先
- 所属 - リコー
- クラブ・ボール - ダンロップ
- シューズ - プーマ
- ウェア - ブラック&ホワイト

## 主な成績

### アマチュア
（団体成績は除く）
- 2004年
  - JJGAスプリングジュニアゴルフ選手権 女子12〜14歳の部・優勝
- 2005年
  - 関西高等学校ゴルフ選手権・優勝
  - 関西ジュニアゴルフ選手権 女子15〜17歳の部・優勝
  - JJGAポロゴルフジャパンジュニアクラシック 女子15〜18歳の部・優勝
  - 全日本サンスポ女子アマゴルフ選手権・優勝
- 2006年
  - JJGAスプリングジュニアゴルフ選手権 女子15〜18歳の部・優勝
  - 全日本女子パブリックアマチュアゴルフ選手権・優勝
  - ハンダ・オーストラリアカップ・優勝[14]
- 2007年
  - 日韓対抗中学・高校生ゴルフ選手権高校女子の部・優勝
  - 関西女子アマチュアゴルフ選手権・優勝
  - 国民体育大会・ゴルフ競技 女子の部・優勝

### プロ
- 2008年
  - LPGA新人戦 加賀電子カップ・優勝
- 2010年
  - 樋口久子IDC大塚家具レディス・優勝
- 2012年
  - ミヤギテレビ杯ダンロップ女子オープンゴルフトーナメント・優勝
- 2013年
  - ダイキンオーキッドレディスゴルフトーナメント・優勝
  - 中京テレビ・ブリヂストンレディスオープン・優勝
  - サントリーレディスオープン・優勝
  - 大王製紙エリエールレディスオープン・優勝
- 2014年
  - Tポイントレディスゴルフトーナメント・優勝